# Éric Lefol
Pour les articles homonymes, voir Lefol.
Éric Lefol, né le 9 février 1960 à Caen (Calvados) et mort dans la même ville le 14 mars 2012, est un footballeur professionnel français.

## Biographie
Fils de Jules Lefol, boucher et Marie-Thérèse, Éric Lefol naît à Caen. Licencié au Stade Malherbe, il gravit progressivement les échelons du club et intègre finalement l'équipe première en 1979, en même temps que son coéquipier Philippe Delval, comme défenseur latéral gauche. Le club évolue alors en troisième division. Régulièrement titulaire en D3, Lefol est plutôt un joueur de complément lorsque le club évolue en Division 2 (saison 1980-1981, puis à partir de 1984). À partir de 1986, il quitte l'effectif professionnel du club mais poursuit le football en équipe réserve. 
Resté dans l'agglomération caennaise, Lefol s'investit notamment dans le club de la Maladrerie. Il décède des suites d'un malaise cardiaque lors d'une rencontre de vétérans à l'âge de 52 ans le 14 mars 2012.

## Statistiques
Au cours de sa carrière au Stade Malherbe, il dispute 40 matchs en Division 2 ainsi que quatre saisons relativement pleines en Division 3.
| Saison                | Club                  | Championnat           | Championnat | Championnat | Coupe(s) nationale(s) | Coupe(s) nationale(s) | Total | Total |
| Saison                | Club                  | Division              | M.          | B.          | M.                    | B.                    | M.    | B.    |
| 1978-1979             | SM Caen               | D3                    | 1           | 0           | -                     | -                     | 1     | 0     |
| 1979-1980             | SM Caen               | D3                    | 26          | 2           | -                     | -                     | 26    | 2     |
| 1980-1981             | SM Caen               | D2                    | 12          | 0           | -                     | -                     | 12    | 0     |
| 1981-1982             | SM Caen               | D3                    | 15          | 0           | -                     | -                     | 15    | 0     |
| 1982-1983             | SM Caen               | D3                    | 29          | 1           | -                     | -                     | 29    | 1     |
| 1983-1984             | SM Caen               | D3                    | 27          | 0           | 2                     | 0                     | 29    | 0     |
| 1984-1985             | SM Caen               | D2                    | 20          | 0           | 1                     | 0                     | 21    | 0     |
| 1985-1986             | SM Caen               | D2                    | 8           | 0           | -                     | -                     | 8     | 0     |
| Total sur la carrière | Total sur la carrière | Total sur la carrière | 138         | 3           | 3                     | 0                     | 141   | 3     |